# Tulisaari (ö i Södra Savolax, S:t Michel, lat 61,94, long 26,39)
Tulisaari är en ö i Finland. Den ligger i sjön Puula och i kommunen Kangasniemi i den ekonomiska regionen  S:t Michel och landskapet Södra Savolax, i den södra delen av landet, 210 km norr om huvudstaden Helsingfors. Öns area är 3,3 hektar och dess största längd är 370 meter i nord-sydlig riktning.